# Сканьелло
Сканьелло (итал. Scagnello) — коммуна в Италии, располагается в регионе Пьемонт, в провинции Кунео.
Население составляет 218 человек (2008 г.), плотность населения составляет 27 чел./км². Занимает площадь 8 км². Почтовый индекс — 12070. Телефонный код — 0174.
Покровителем коммуны почитается святой Иоанн Креститель, празднование 24 июня.

## Демография
Динамика населения:

## Администрация коммуны
- Официальный сайт: